# Haralambie Ivanov
Haralambie Ivanov, född den 23 februari 1941 i Crișan, Rumänien, död 22 augusti 2004, var en rumänsk kanotist.
Han tog bland annat VM-guld i K-1 200 meter i samband med sprintvärldsmästerskapen i kanotsport 2011 i Szeged.